# Sant'Angelo Custode
Sant'Angelo Custode eller Angelo Custode var en kyrkobyggnad i Rom, helgad åt Skyddsängeln. Kyrkan var belägen i rione Trevi, vid dagens Via del Tritone. Den revs 1929 vid breddningen av Via del Tritone.

## Kyrkans historia
I början av 1600-talet grundades Archiconfraternita degli Santi Angeli Custodi, De heliga Skyddsänglarnas brödraskap, i kyrkan Santo Stefano del Cacco. Brödraskapet växte dock och man beslutade sig för att låta uppföra en egen kyrka. Denna kyrka konsekrerades 1624 
Tack vare testamentsdonationer från kardinalerna Ottaviano Raggi (1592–1643) och Giovanni Battista Maria Pallotta (1594–1668) kunde en genomgripande ombyggnad av kyrkan företas. Arkitekten Felice della Greca ritade en interiör med elliptisk grundplan och lät sig i detta hänseende inspireras av kyrkan San Bernardino da Siena ai Monti som hade konsekrerats 1623. Ombyggnaden utfördes mellan 1668 och 1676. Kyrkans presbyterium och högaltare ritades 1681 av Carlo Rainaldi och högkorets tak dekorerades av Jacob Wernel. Fasaden uppfördes mellan 1680 och 1686 efter ritningar av Mattia de Rossi, elev till Bernini, och kännetecknades av sina kolossalkolonner med kompositakapitäl.
Brödraskapets oratorium, uppfört på 1770-talet, var beläget bredvid kyrkan och dess fasad hade en väldig stuckrelief föreställande en skyddsängel som leder ett barn.
Kyrkan förblev i brödraskapets ägo till 1905, då Jesu allraheligaste hjärtas prästkongregation tog över kyrkan.
Mellan 1870 och 1940 genomfördes stora byggarbeten i centrala Rom. På 1920-talet skulle Via del Tritone breddas och detta medförde att kyrkan Sant'Angelo Custode demolerades. 

## Konstverk i urval
Högaltaret
- Giacinto Brandi: Skyddsängeln som räddar en själ[a]

Sidoaltarna
- Carlo Maratta eller Francesco Ferrandi (attribuering): Rosenkransmadonnan med de heliga Dominikus och Franciskus[b]
- Luca Giordano: Den helige Antonius av Padua och Jesusbarnet[c]

Takfresk
- Luigi Garzi: Den evige Fadern

## Nollis Rom-karta

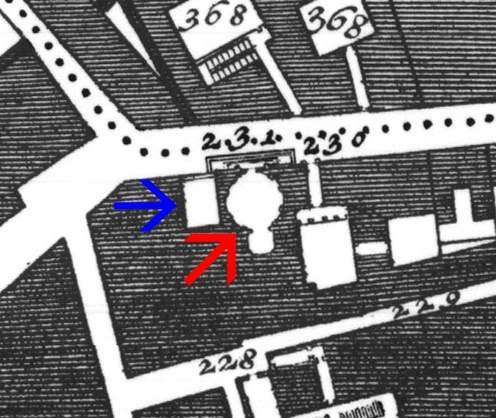
Sant'Angelo Custode (nummer 231 vid den röda pilen) på Giovanni Battista Nollis Rom-karta från 1748. Den blå pilen anger oratoriet.

### Fotnoter
1. 1 2  Lombardi 1998, s. 114.
2. ↑  ”Oratorio di Sant'Angelo Custode”. Flickr. https://www.flickr.com/photos/dealvariis/3565892627/sizes/l. Läst 28 april 2015.
3. ↑  Mochi Onori & Vodret 2008, s. 106.
4. ↑  Mochi Onori & Vodret 2008, s. 261.